# Liste der Dreitausender in der Sesvennagruppe
Die Liste der Dreitausender in der Sesvennagruppe listet sämtliche Dreitausender der Sesvennagruppe in der Schweiz und Italien auf. Bis auf wenige Ausnahmen liegen alle diese Gipfel vollständig im Schweizer Kanton Graubünden. Nur ein Einziger liegt vollständig in der italienischen Provinz Südtirol, drei Weitere liegen auf der Grenze der beiden Länder.
Die sortierbare Tabelle enthält neben der Höhe und der genauen Lage (Koordinaten) auch die Parameter Dominanz und Schartenhöhe. Berücksichtigt werden sämtliche Gipfel, die eine Schartenhöhe von mindestens 50 Metern aufweisen. Vier benannte, mit Höhenkote versehene Gipfel (Clucher da Nuna 3079 m, Piz Rims 3067 m, Piz Clemgia 3041 m und Lorenziberg 3019 m) erfüllen dieses Kriterium nicht und werden daher nicht in der Liste geführt. Dagegen übertreffen drei unbenannte, mit Höhenkote versehene Gipfel die Mindestschartenhöhe von 50 Metern: Ein Gipfel südlich des Piz Plattas (in der Liste provisorisch mit SG1 bezeichnet) und zwei Gipfel westsüdwestlich bzw. westlich des Piz Nuna (in der Liste provisorisch mit SG2 bzw. SG3 bezeichnet).

## Legende
- Rang: Rang, den der Gipfel unter den Dreitausendern einnimmt.
- Bild: Bild des Berges.
- Gipfel: Name des Gipfels.
- Höhe: Höhe des Berges in Metern über dem Meeresspiegel.
- Lage: Administrative Lage sowie Koordinaten des Gipfels
- Dominanz: Die Dominanz beschreibt den Radius des Gebietes, das der Berg überragt. Angegeben in Kilometern mit Bezugspunkt.
- Schartenhöhe: Die Schartenhöhe ist die Höhendifferenz zwischen Gipfelhöhe und der höchstgelegenen Einschartung, bis zu der man mindestens absteigen muss, um einen höheren Gipfel zu erreichen. Angegeben in Metern mit Bezugspunkt.

## Dreitausender in der Sesvennagruppe
Durch Anklicken des Symbols im Tabellenkopf sind die jeweiligen Spalten sortierbar.
| Rang | Bild | Gipfel                   | Höhe | Lage                                     | Dominanz                      | Schartenhöhe                               |
| ---- | ---- | ------------------------ | ---- | ---------------------------------------- | ----------------------------- | ------------------------------------------ |
| 1    |      | Piz Sesvenna             | 3204 | Graubünden 46° 42′ N, 10° 24′ O          | 21,4 km → Valvelspitze        | 1055 m ↓ Ofenpass                          |
| 2    |      | Piz Pisoc                | 3173 | Graubünden 46° 45′ N, 10° 17′ O          | 10,2 km → Piz Sesvenna        | 922 m ↓ Pass da Costainas                  |
| 3    |      | Piz Tavrü                | 3167 | Graubünden 46° 41′ N, 10° 18′ O          | 7,3 km → Piz Pisoc            | 851 m ↓ Sur il Foss                        |
| 4    |      | Piz Plavna Dadaint       | 3166 | Graubünden 46° 43′ N, 10° 13′ O          | 5,8 km → Piz Pisoc            | 489 m ↓ Fuorcla Val dal Botsch             |
| 5    |      | Muntpitschen             | 3161 | Graubünden/Südtirol 46° 43′ N, 10° 25′ O | 1 km → Piz Sesvenna           | 124 m ↓ Scharte zur Foratrida              |
| 6    |      | Piz dals Vadès           | 3139 | Graubünden 46° 44′ N, 10° 17′ O          | 0,8 km → Piz Pisoc            | ca. 180 m ↓ Scharte zum Piz Pisoc          |
| 7    |      | Foratrida                | 3134 | Graubünden/Südtirol 46° 42′ N, 10° 25′ O | 0,5 km → Piz Sesvenna         | 55 m ↓ Scharte zum Piz Sesvenna            |
| 8    |      | Piz Nuna                 | 3124 | Graubünden 46° 43′ N, 10° 9′ O           | 5,5 km → Piz Plavna Dadaint   | 535 m ↓ Fuorcla Laschadurella              |
| 9    |      | Piz da la Crappa         | 3120 | Graubünden 46° 44′ N, 10° 16′ O          | 1,1 km → Piz dals Vades       | 250 m ↓ Fuorcla Zuort                      |
| 10   |      | Piz Zuort                | 3118 | Graubünden 46° 44′ N, 10° 16′ O          | 0,3 km → Piz da la Crappa     | ca. 60 m ↓ Scharte zum Piz da la Crappa    |
| 11   |      | Piz Mingèr               | 3113 | Graubünden 46° 44′ N, 10° 16′ O          | 0,4 km → Piz da la Crappa     | 123 m ↓ Scharte zum Piz da la Crappa       |
| 12   |      | Piz Lischana             | 3105 | Graubünden 46° 46′ N, 10° 21′ O          | 5,6 km → Piz Pisoc            | 286 m ↓ Fuorcla Sesvenna                   |
| 13   |      | Piz Plazèr               | 3103 | Graubünden 46° 43′ N, 10° 23′ O          | 1,2 km → Piz Sesvenna         | 115 m ↓ Scharte zum Piz Sesvenna           |
| 14   |      | Piz Madlain              | 3097 | Graubünden 46° 44′ N, 10° 20′ O          | 3,3 km → Piz Lischana         | 162 m ↓ Fuorcla da Rims                    |
| 15   |      | Piz San Jon Dadaint      | 3092 | Graubünden 46° 45′ N, 10° 20′ O          | 1,5 km → Piz Madlain          | 148 m ↓ Scharte zum Piz Cotschen           |
| 16   |      | Piz Cristanas            | 3092 | Graubünden 46° 44′ N, 10° 24′ O          | 3,3 km → Piz Madlain          | 239 m ↓ Fuorcla Cornet                     |
| 17   |      | Piz Foraz                | 3091 | Graubünden 46° 41′ N, 10° 17′ O          | 1,9 km → Piz Tavrü            | 237 m ↓ Scharte zum Piz Tavrü              |
| 18   |      | Piz Starlex              | 3075 | Graubünden/Südtirol 46° 40′ N, 10° 24′ O | 4,8 km → Piz Sesvenna         | 779 m ↓ S-charljoch                        |
| 19   |      | Piz San Jon d'Immez      | 3064 | Graubünden 46° 45′ N, 10° 20′ O          | 0,7 km → Piz San Jon Dadaint  | 60 m ↓ Scharte zum Piz San Jon Dadaint     |
| 20   |      | Piz dals Cotschens       | 3059 | Graubünden 46° 43′ N, 10° 16′ O          | 0,6 km → Piz Mingèr           | ca. 60 m ↓ Scharte zum Piz Mingèr          |
| 21   |      | unbenannter Berg SG1     | 3051 | Graubünden 46° 43′ N, 10° 13′ O          | 1,2 km → Piz Plavna Dadaint   | 120 m ↓ Scharte zum Piz Plavna Dadaint     |
| 22   |      | Cima Valdassa            | 3049 | Südtirol 46° 42′ N, 10° 25′ O            | 0,7 km → Foratrida            | ca. 60 m ↓ Scharte zur Foratrida           |
| 23   |      | unbenannter Berg SG2     | 3048 | Graubünden 46° 43′ N, 10° 9′ O           | 0,8 km → Piz Nuna             | 101 m ↓ Scharte zum Piz Nuna               |
| 24   |      | Piz San Jon Dadora       | 3047 | Graubünden 46° 46′ N, 10° 20′ O          | 0,4 km → Piz San Jon d'Immez  | ca. 70 m ↓ Scharte zum Piz San Jon d'Immez |
| 25   |      | Piz Laschadurella        | 3046 | Graubünden 46° 42′ N, 10° 12′ O          | 2 km → unbenannter Berg SG1   | 233 m ↓ Fuorcla Pedrus                     |
| 26   |      | Piz Cotschen             | 3044 | Graubünden 46° 45′ N, 10° 21′ O          | 1,3 km → Piz San Jon Dadaint  | ca. 80 m ↓ Scharte zum Piz Madlain         |
| 27   |      | unbenannter Berg SG3     | 3044 | Graubünden 46° 43′ N, 10° 9′ O           | 0,3 km → unbenannter Berg SG2 | ca. 60 m ↓ Scharte zum unben. Berg SG2     |
| 28   |      | Piz Triazza              | 3040 | Graubünden 46° 46′ N, 10° 22′ O          | 1 km → Piz Lischana           | ca. 65 m ↓ Scharte zum Piz Lischana        |
| 29   |      | Piz da l'Aua             | 3034 | Graubünden 46° 45′ N, 10° 21′ O          | 0,6 km → Piz San Jon Dadaint  | 90 m ↓ Scharte zum Piz San Jon Dadaint     |
| 30   |      | Piz d'Immez              | 3030 | Graubünden 46° 45′ N, 10° 23′ O          | 1,4 km → Piz Cristanas        | 165 m ↓ Scharte zum Piz da l'Aua           |
| 31   |      | Piz Plattas              | 3030 | Graubünden 46° 43′ N, 10° 13′ O          | 0,5 km → unbenannter Berg SG1 | 145 m ↓ Scharte zum unben. Berg SG1        |
| 32   |      | Piz S-chalambert Dadaint | 3028 | Graubünden 46° 48′ N, 10° 25′ O          | 6,2 km → Piz Lischana         | 719 m ↓ Schlinigpass                       |
| 33   |      | Piz d'Arpiglias          | 3026 | Graubünden 46° 44′ N, 10° 7′ O           | 2,4 km → unbenannter Berg SG3 | 188 m ↓ Fuorcla Pitschna                   |
| 34   |      | Piz Sampuoir             | 3022 | Graubünden 46° 42′ N, 10° 13′ O          | 1,5 km → Piz Plavna Dadaint   | 148 m ↓ Scharte zum Piz Laschadurella      |
| 35   |      | Piz Ftur                 | 3022 | Graubünden 46° 42′ N, 10° 12′ O          | 0,7 km → Piz Sampuoir         | 127 m ↓ Scharte zum Piz Sampuoir           |
| 36   |      | Piz Vallatscha           | 3020 | Graubünden 46° 40′ N, 10° 19′ O          | 1,7 km → Piz Tavrü            | 174 m ↓ Fuorcla Val Nüglia                 |
| 37   |      | Piz Murters              | 3011 | Graubünden 46° 41′ N, 10° 14′ O          | 1,1 km → Piz Sampuoir         | ca. 150 m ↓ Scharte zum Piz Sampuoir       |
| 38   |      | Piz Nair                 | 3009 | Graubünden 46° 40′ N, 10° 16′ O          | 2,2 km → Piz Tavrü            | 237 m ↓ Scharte zum Piz Stabelchod         |
| 39   |      | Spi da Laschadura        | 3001 | Graubünden 46° 43′ N, 10° 8′ O           | 0,8 km → unbenannter Berg SG2 | 66 m ↓ Scharte zum unben. Berg SG2         |